# Aixovar

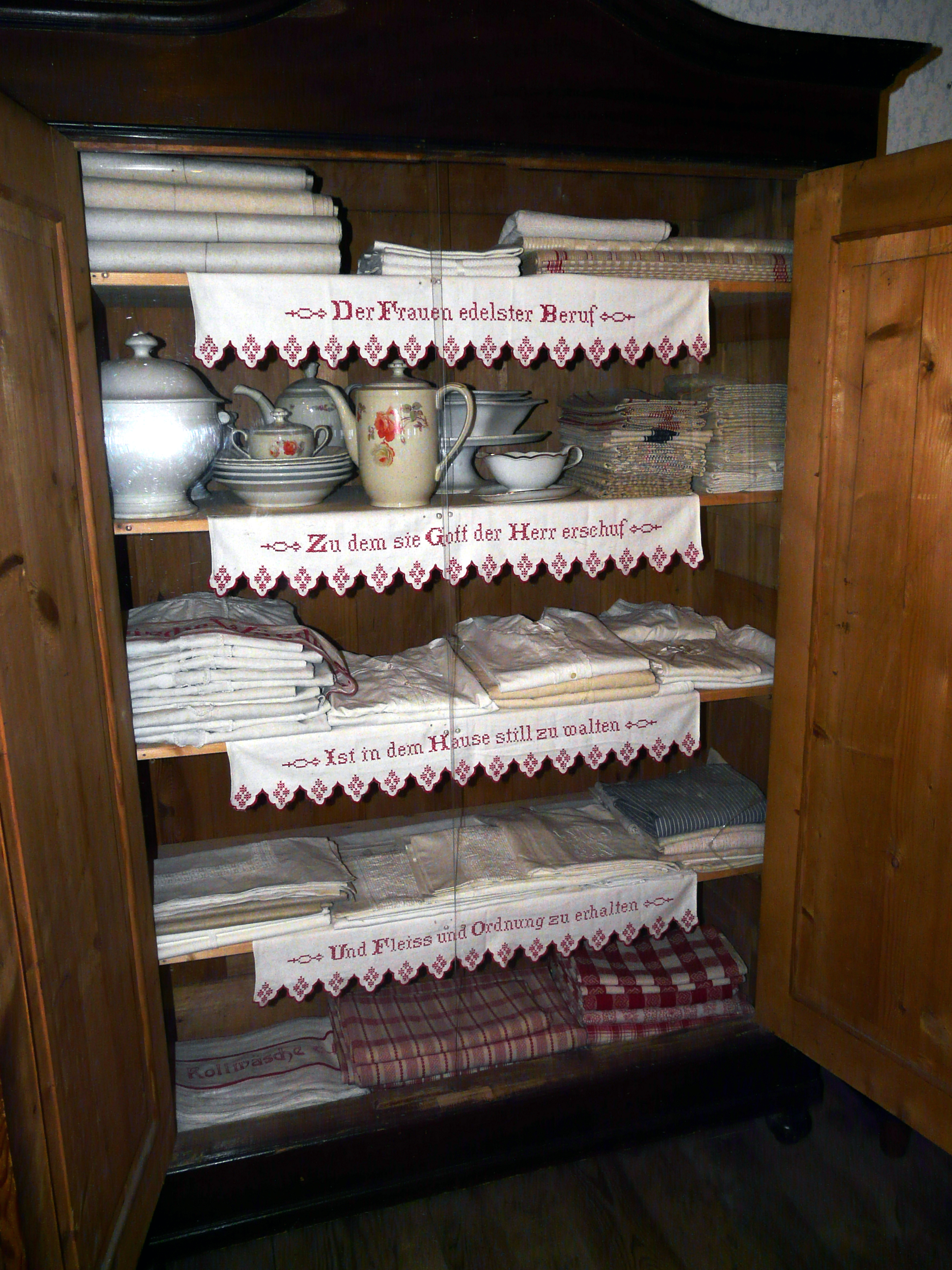
Armari de núvia alemany on s'hi exposa l'aixovar

Un aixovar (de l'àrab assovár) era el nom que rebien els béns aportats en dot al cònjuge que tenia el patrimoni principal d'una parella. La tradició patriarcal del dret català feia que normalment fos la dona qui aportés aquest aixovar sumant-lo al béns que tenia el marit, ja que era ella la qui acostumava a marxar del domicili patern per incorporar-se a la família del marit. Tanmateix no era rar que en aquells casos en què la dona era filla única i, per tant, hereva del patrimoni de la seva família (és a dir: pubilla) fos el marit fadristern qui aportés el petit aixovar, en ser ell qui s'incorporava a la llar de la dona.
Ja trobem documentada al segle x l'existència d'aquesta paraula només per al dot femení, enfront del desè que era el dot aportat pel marit. Però al segle xii l'ús de la paraula es va generalitzar tant pel dot de les dones com dels homes. A la baixa edat mitjana l'element principal de l'aixovar era un pagament amb diners, però també podia incloure bons vestits i els paraments del llit.
Després, durant l'època moderna, passà a designar només el dot dels fadrins, i consistia també en una quantitat en metàl·lic i els seus escassos efectes personals. Tenia gairebé el mateix significat jurídic que el dot femení. A més a més si els pares d'ella encara vivien es solia pactar una soldada anual pel fadrí - mosso en concepte de la feina que desenvolupava a la hisenda familiar.
El terme aixovar s'utilitza també per a designar grups d'objectes o robes destinades a un ús determinat, p.e. aixovar de núvia o d'una marededeu. En arqueologia es refereix a un conjunt de troballes d'estris o d'ornaments en un jaciment; és l'anomenat aixovar funerari.